# Великобритания на летних Олимпийских играх 1908
На летних Олимпийских играх 1908 года Соединённое королевство Великобритании и Ирландии, как страна-хозяйка, была представлена 735 спортсменами (696 мужчин, 39 женщин). Они завоевали 56 золотых, 51 серебряную и 39 бронзовых медалей, что вывело сборную на 1-е место в неофициальном командном зачёте.

## Медалисты
| Медаль | Спортсмен | Вид спорта           | Дисциплина                                                    |
| ------ | --- | -------------------- | ------------------------------------------------------------- |
| Золото | Уильям Дод | Стрельба из лука     | Мужчины, двойной йоркский круг                                |
| Золото | Куини Ньюолл | Стрельба из лука     | Женщины, двойной национальный круг                            |
| Золото | Уиндхем Холсуэлл | Лёгкая атлетика      | Мужчины, 400 м                                                |
| Золото | Эмиль Войт | Лёгкая атлетика      | Мужчины, 5 миль                                               |
| Золото | Артур Расселл | Лёгкая атлетика      | Мужчины, 3200 м с препятствиями                               |
| Золото | Уильям Коулз Джозеф Дикин Артур Робертсон | Лёгкая атлетика      | Мужчины, 3 мили среди команд                                  |
| Золото | Джордж Лэрнер | Лёгкая атлетика      | Мужчины, ходьба на 3500 м                                     |
| Золото | Джордж Лэрнер | Лёгкая атлетика      | Мужчины, 10 миль                                              |
| Золото | Тимоти Ахерн | Лёгкая атлетика      | Мужчины, тройной прыжок                                       |
| Золото | Альберт Генри Томас | Бокс                 | Мужчины, до 52,6 кг                                           |
| Золото | Ричард Ганн | Бокс                 | Мужчины, до 57,2 кг                                           |
| Золото | Фредерик Грейс | Бокс                 | Мужчины, до 63,5 кг                                           |
| Золото | Джон Дуглас | Бокс                 | Мужчины, до 71,7 кг                                           |
| Золото | Альберт Олдман | Бокс                 | Мужчины, свыше 71,7 кг                                        |
| Золото | Виктор Джонсон | Велоспорт            | Мужчины, 660 ярдов                                            |
| Золото | Бенджамин Джонс | Велоспорт            | Мужчины, 5000 м                                               |
| Золото | Кларенс Кингсбёри | Велоспорт            | Мужчины, 20 км                                                |
| Золото | Чарльз Бартлетт | Велоспорт            | Мужчины, 100 км                                               |
| Золото | Бенджамин Джонс Кларенс Кингсбёри Леонард Мередит Эрнст Пэйн | Велоспорт            | Мужчины, командная гонка преследования                        |
| Золото | Медж Сайерс | Фигурное катание     | Женщины, одиночное катание                                    |
| Золото | Олимпийская сборная Соединённого королевства Horace Bailey, George Barlow, Albert Bell, Arthur Berry, Ronald Brebner, Frederick Chapman, Walter Corbett, W. Crabtree, Walter Daffern, Harold Hardman, Robert Hawkes, Kenneth Hunt, Thomas Porter, Clyde Purnell, Albert Scothern, Herbert Smith, Harold Stapley, Вивьен Вудворд | Футбол               | Мужчины                                                       |
| Золото | Национальная сборная Англии Луи Байон, Гэрри Фримен, Эрик Грин, Джеральд Логан, Алан Нобл, Эдгар Пейдж, Реджи Придмор, Перси Рис, Джон Робинсон, Стэнли Шовеллер, Харви Вуд | Хоккей на траве      | Мужчины                                                       |
| Золото | Чарльз Миллер Джордж Миллер Петтсон Никаллс Герберт Уилсон | Поло                 | Мужчины                                                       |
| Золото | Эван Ноэл | Рэкетс               | Мужчины, одиночный разряд                                     |
| Золото | Вейн Пеннелл Джон Джейкоб Астор V | Рэкетс               | Мужчины, парный разряд                                        |
| Золото | Гарри Блэкстафф | Академическая гребля | Мужчины, одиночки                                             |
| Золото | Гордон Томсон Джон Феннинг | Академическая гребля | Мужчины, двойки                                               |
| Золото | Джеймс Гиллен Кольер Кадмор Дункан Маккиннон Джон Сомерс-Смит | Академическая гребля | Мужчины, четвёрки                                             |
| Золото | Генри Бакнелл Альберт Гладстон Чарльз Бёрнелл Баннер Джонстон Фредерик Келли Гай Никаллс Рональд Сандерсон Реймонд Этерингтон-Смит Гилхрист Маклеген | Академическая гребля | Мужчины, восьмёрки                                            |
| Золото | Чарльз Кричтон Гилберт Лоз Томас Мак-Микин | Парусный спорт       | «6 метров»                                                    |
| Золото | Норман Бингли Ричард Диксон Фрэнсис Риветт-Кернек Чарльз Риветт-Кернек | Парусный спорт       | «7 метров»                                                    |
| Золото | Артур Вуд Блэр Кокрейн Чарльз Кэмпбелл Джон Роудз Генри Саттон | Парусный спорт       | «8 метров»                                                    |
| Золото | Джеймс Бантен Джон Бьюкенен Томас Глен-Коутс Дэвид Данлоп Артур Даунз Джон Даунз Джон Макензи Альберт Мартин Джеральд Тейт Джон Эспин | Парусный спорт       | «12 метров»                                                   |
| Золото | Джошуа Миллнер | Стрельба             | Мужчины, винтовка, 100 ярдов                                  |
| Золото | Артур Карнелл | Стрельба             | Мужчины, малокалиберная винтовка лёжа, 50 и 100 ярдов         |
| Золото | Морис Мэттьюс Гарольд Хамби Уильям Пимм Эдвард Эмур | Стрельба             | Мужчины, малокалиберная винтовка среди команд, 50 и 100 ярдов |
| Золото | Уильям Стайлс | Стрельба             | Мужчины, малокалиберная винтовка, исчезающая мишень, 25 ярдов |
| Золото | Джон Флеминг | Стрельба             | Мужчины, малокалиберная винтовка, подвижная мишень, 25 ярдов  |
| Золото | Питер Ист Александр Мондер Фрэнк Мур Чарльз Палмер Джеймс Пайк Джон Постанс | Стрельба             | Мужчины, трап среди команд                                    |
| Золото | Генри Тейлор | Плавание             | Мужчины, 400 м вольным стилем                                 |
| Золото | Генри Тейлор | Плавание             | Мужчины, 1500 м вольным стилем                                |
| Золото | Фредерик Холман | Плавание             | Мужчины, 200 м брассом                                        |
| Золото | Джон Дербишир Пол Радмилович Генри Тейлор Уильям Фостер | Плавание             | Мужчины, эстафета 4×200 м вольным стилем                      |
| Золото | Джозия Ричи | Теннис               | Мужчины, одиночный разряд                                     |
| Золото | Реджинальд Дохерти Джордж Гильярд | Теннис               | Мужчины, парный разряд                                        |
| Золото | Артур Гор | Теннис               | Мужчины, одиночный разряд в помещении                         |
| Золото | Артур Гор Герберт Баррет | Теннис               | Мужчины, парный разряд в помещении                            |
| Золото | Дороти Дугласс | Теннис               | Женщины, одиночный разряд                                     |
| Золото | Гвендолайн Истлейк-Смит | Теннис               | Женщины, одиночный разряд в помещении                         |
| Золото | Альберт Айртон Эдвард Барретт Фредерик Гудфеллоу Джон Дьюк Фредерик Мерримен Эдвин Миллс Фредерик Хемфрис Уильям Хайронс Джон Шеферд | Перетягивание каната | Мужчины                                                       |
| Золото | Бернард Редвуд Томас Торникрофт Джон Филд-Ричардс | Водно-моторный спорт | Класс до 60 футов                                             |
| Золото | Бернард Редвуд Томас Торникрофт Джон Филд-Ричардс | Водно-моторный спорт | Класс 6,5-8 м                                                 |
| Золото | Джордж Корнет Джордж Невинсон Пол Радмилович Чарльз Смит Томас Тулд Джордж Уилкинсон Чарльз Форсайт | Водное поло          | Мужчины                                                       |
| Золото | Джордж де Релуискоу | Борьба               | Мужчины, вольная борьба, до 66,6 кг                           |
| Золото | Стэнли Бейкон | Борьба               | Мужчины, вольная борьба, до 73 кг                             |
| Золото | Джордж О’Келли | Борьба               | Мужчины, вольная борьба, свыше 73 кг                          |

| Медаль  | Спортсмен | Вид спорта            | Дисциплина                                                    |
| ------- | --- | --------------------- | ------------------------------------------------------------- |
| Серебро | Реджинальд Брукс-Кинг | Стрельба из лука      | Мужчины, двойной йоркский круг                                |
| Серебро | Лотти Дод | Стрельба из лука      | Женщины, двойной национальный круг                            |
| Серебро | Гарольд Уилсон | Лёгкая атлетика       | Мужчины, 1500 м                                               |
| Серебро | Эдвард Оуэн | Лёгкая атлетика       | Мужчины, 5 миль                                               |
| Серебро | Чарльз Хеферон | Лёгкая атлетика       | Мужчины, марафон                                              |
| Серебро | Артур Робертсон | Лёгкая атлетика       | Мужчины, 3200 м с препятствиями                               |
| Серебро | Эрнст Уэбб | Лёгкая атлетика       | Мужчины, ходьба на 3500 м                                     |
| Серебро | Эрнст Уэбб | Лёгкая атлетика       | Мужчины, ходьба 10 миль                                       |
| Серебро | Корнелиус Лэхи | Лёгкая атлетика       | Мужчины, прыжки в высоту                                      |
| Серебро | Денис Хорган | Лёгкая атлетика       | Мужчины, толкание ядра                                        |
| Серебро | Джон Кондон | Бокс                  | Мужчины, до 52,6 кг                                           |
| Серебро | Чарльз Моррис | Бокс                  | Мужчины, до 57,2 кг                                           |
| Серебро | Фредерик Спиллер | Бокс                  | Мужчины, до 63,5 кг                                           |
| Серебро | Сидни Эванс | Бокс                  | Мужчины, свыше 71,7 кг                                        |
| Серебро | Бенджамин Джонс | Велоспорт             | Мужчины, 20 км                                                |
| Серебро | Чарльз Денни | Велоспорт             | Мужчины, 100 км                                               |
| Серебро | Гораций Джонсон Фредерик Хэмлин | Велоспорт             | Мужчины, тандем                                               |
| Серебро | Эдгар Амфлетт Чарльз Лиф Дэниелл Сесил Хейг Мартин Хольт Роберт Монтгомери Эдгар Селигман | Фехтование            | Мужчины, шпага, командное первенство                          |
| Серебро | Артур Камминг | Фигурное катание      | Мужчины, специальные фигуры                                   |
| Серебро | Филлис Джонсон Джеймс Генри Джонсон | Фигурное катание      | Парное катание                                                |
| Серебро | Уолтер Тайсэл | Спортивная гимнастика | Мужчины, личное первенство                                    |
| Серебро | Национальная сборная Ирландии Edward Allman-Smith, Robert Kennedy, Henry Brown, Henry Murphy, Walter Campbell, Walter Peterson, William Graham, Charles Power, Richard Gregg, Frank Robinson, Edward Holmes                                                                                              | Хоккей на траве       | Мужчины                                                       |
| Серебро | Юстас Майлс | Жё-де-пом             | Мужчины, одиночный разряд                                     |
| Серебро | Национальная сборная Великобритании Gustav Alexander, S.N.Hayes, G.J.Mason, J.Alexander, F.S.Johnsin, Johnson Parker-Smith, L.Blockey, Wilfrid Johnson, Hubert Ramsey, George Buckland, Edward Jones, Charles Scott, Eric Dutton, Reginald Martin, H.Shorrocks, V.G.Gilbey, Gerald Mason, Norman Whitley | Лакросс               | Мужчины                                                       |
| Серебро | Уолтер Бакместер Фредерик Фрик Уолтер Джонс Джон Вудхауз | Поло                  | Мужчины                                                       |
| Серебро | Джон Ллойд Джон МакКэнн Перси О’Рейли Остон Роузерам | Поло                  | Мужчины                                                       |
| Серебро | Генри Лиф | Рэкетс                | Мужчины, одиночный разряд                                     |
| Серебро | Эдмунд Бьюри Сесил Браунинг | Рэкетс                | Мужчины, парный разряд                                        |
| Серебро | Александр Маккаллох | Академическая гребля  | Мужчины, одиночки                                             |
| Серебро | Филипп Вердон Джордж Фэрберн | Академическая гребля  | Мужчины, двойки                                               |
| Серебро | Гарольд Баркер Гордон Томсон Филипп Филлол Джон Феннинг | Академическая гребля  | Мужчины, четвёрки                                             |
| Серебро | А. Лоури А. Уилкокс Артур Уилсон Бертрам Соломон Джон Соломон К. Маршалл Е. Джонс Эдвард Джекетт Ричард Джекетт Джон Треваскис Джеймс Джоус Джеймс Дейви Л. Дин Николас Трегурта Томас Уэдж | Регби                 | Мужчины                                                       |
| Серебро | Джеймс Бакстер Джон Адам Джон Джеллико Уильям Дэвидсон Джеймс Кенион Сесил Мак-Ивер Чарльз Мак-Ивер Чарльз МакЛеод-Робертсон Джеймс Спенс Томас Литтлдейл | Парусный спорт        | Класс «12 метров»                                             |
| Серебро | Харкурт Оммундсен Флитвуд Варли Артур Фалтон Филип Ричардсон Уильям Паджетт Джон Мартин | Стрельба              | Мужчины, армейская винтовка среди команд                      |
| Серебро | Гарольд Хамби | Стрельба              | Мужчины, малокалиберная винтовка лёжа, 50 и 100 ярдов         |
| Серебро | Гарольд Хокинс | Стрельба              | Мужчины, малокалиберная винтовка, исчезающая мишень, 25 ярдов |
| Серебро | Морис Мэттьюс | Стрельба              | Мужчины, малокалиберная винтовка, подвижная мишень, 25 ярдов  |
| Серебро | Тед Ранкен | Стрельба              | Мужчины, подвижная мишень одиночными выстрелами               |
| Серебро | Уолтер Элликотт Уильям Лэйн-Джойнт Чарльз Никс Тед Ранкен | Стрельба              | Мужчины, подвижная мишень одиночными выстрелами среди команд  |
| Серебро | Тед Ранкен | Стрельба              | Мужчины, подвижная мишень двойными выстрелами                 |
| Серебро | Томас Баттерсби | Плавание              | Мужчины, 1500 м вольным стилем                                |
| Серебро | Уильям Робинсон | Плавание              | Мужчины, 200 м брассом                                        |
| Серебро | Джозия Ричи Джеймс Сесил Парк | Теннис                | Мужчины, парный разряд                                        |
| Серебро | Джордж Каридия | Теннис                | Мужчины, одиночный разряд в помещении                         |
| Серебро | Джордж Каридия Джордж Саймонд | Теннис                | Мужчины, парный разряд в помещении                            |
| Серебро | Дора Бутби | Теннис                | Женщины, одиночный разряд                                     |
| Серебро | Элис Грин | Теннис                | Женщины, одиночный разряд в помещении                         |
| Серебро | Томас Батлер Уильям Грегген Александр Кидд Джеймс Кларк Дэниел Мак-Лоуи Джордж Смит Томас Суиндлхёрст Патрик Филбин Чарльз Фоден | Перетягивание каната  | Мужчины                                                       |
| Серебро | Уильям Пресс | Борьба                | Мужчины, вольная борьба, до 54 кг                             |
| Серебро | Джон Слим | Борьба                | Мужчины, вольная борьба, до 60,3 кг                           |
| Серебро | Уильям Вуд | Борьба                | Мужчины, вольная борьба, до 66,6 кг                           |
| Серебро | Джордж де Релуискоу | Борьба                | Мужчины, вольная борьба, до 73 кг                             |

| Медаль | Спортсмен | Вид спорта           | Дисциплина                                                    |
| ------ | --- | -------------------- | ------------------------------------------------------------- |
| Бронза | Беатрис Хилл-Лоу | Стрельба из лука     | Женщины, двойной национальный круг                            |
| Бронза | Норман Хэллоус | Лёгкая атлетика      | Мужчины, 1500 м                                               |
| Бронза | Леонард Тримир | Лёгкая атлетика      | Мужчины, 400 м с барьерами                                    |
| Бронза | Эдвард Спенсер | Лёгкая атлетика      | Мужчины, ходьба на 10 миль                                    |
| Бронза | Уильям Уэбб | Бокс                 | Мужчины, до 52,6 кг                                           |
| Бронза | Хью Роддин | Бокс                 | Мужчины, до 57,2 кг                                           |
| Бронза | Гарри Джонсон | Бокс                 | Мужчины, до 63,5 кг                                           |
| Бронза | Уильям Фило | Бокс                 | Мужчины, до 71,7 кг                                           |
| Бронза | Фредерик Паркс | Бокс                 | Мужчины, свыше 71,7 кг                                        |
| Бронза | Колин Брукс Уолтер Айсэкс | Велоспорт            | Мужчины, тандем                                               |
| Бронза | Джеффри Холл-Сей | Фигурное катание     | Мужчины, специальные фигуры                                   |
| Бронза | Дороти Гринхоу-Смит | Фигурное катание     | Женщины, одиночное катание                                    |
| Бронза | Медж Сайерс Эдгар Сайерс | Фигурное катание     | Пары                                                          |
| Бронза | Национальная сборная Шотландии Alexander Burt, Ivan Laing, John Burt, Hugh Neilson, Alastair Denniston, William Orchardson, Charles Foulkes, Norman Stevenson, Hew Fraser, Hugh Walker, James Harper-Orr      | Хоккей на траве      | Мужчины                                                       |
| Бронза | Национальная сборная Уэльса Frank Connah, Edwin Richards, Llewellyn Evans, Charles Shepherd, Arthur Law, Bertrand Turnbull, Robert Lyne, Philip Turnbull, Wilfred Pallott, James Williams, Frederick Phillips | Хоккей на траве      | Мужчины                                                       |
| Бронза | Невилл Бульвер-Литтон | Жё-де-пом            | Мужчины                                                       |
| Бронза | Джон Джейкоб Астор V | Рэкетс               | Мужчины, одиночный разряд                                     |
| Бронза | Генри Бругхэм | Рэкетс               | Мужчины, одиночный разряд                                     |
| Бронза | Эван Ноэл Генри Лиф | Рэкетс               | Мужчины, парный разряд                                        |
| Бронза | Джон Бёрн Генри Голдсмит Фрэнк Джервуд Освальд Карвер Гарольд Кичинг Эрик Пауэлл Дуглас Стюарт Эдвард Уильямс Ричард Бойль                                                                                    | Академическая гребля | Мужчины, восьмёрки                                            |
| Бронза | Джордж Ретси Уильям Уорд Филипп Ханлоук Альфред Хьюз Фредерик Хьюз | Парусный спорт       | Класс «8 метров»                                              |
| Бронза | Морис Блад | Стрельба             | Мужчины, винтовка, 1000 ярдов                                 |
| Бронза | Джордж Барнс | Стрельба             | Мужчины, малокалиберная винтовка лёжа, 50 и 100 ярдов         |
| Бронза | Эдвард Эмур | Стрельба             | Мужчины, малокалиберная винтовка, исчезающая мишень, 25 ярдов |
| Бронза | Уильям Марсден | Стрельба             | Мужчины, малокалиберная винтовка, подвижная мишень, 25 ярдов  |
| Бронза | Джесс Уоллингфорд Джеффри Коулз Генри Линч-Стонтон Уолтер Элликотт | Стрельба             | Мужчины, пистолет среди команд, 50 ярдов                      |
| Бронза | Александр Мондер | Стрельба             | Мужчины, трап                                                 |
| Бронза | Джон Батт Гарольд Кризи Ричард Хаттон Уильям Моррис Джеральд Скиннер Джордж Уайтэкер | Стрельба             | Мужчины, трап среди команд                                    |
| Бронза | Александр Роджерс | Стрельба             | Мужчины, подвижная мишень одиночными выстрелами               |
| Бронза | Уилберфорс Ивс | Теннис               | Мужчины, одиночный разряд                                     |
| Бронза | Клемент Казале Чарльз Диксон | Теннис               | Мужчины, парный разряд                                        |
| Бронза | Джозия Ричи | Теннис               | Мужчины, одиночный разряд в помещении                         |
| Бронза | Рут Уинч | Теннис               | Женщины, одиночный разряд                                     |
| Бронза | Джеймс Вуджет Джозеф Доулер Эрнест Эббидж Александр Манро Уильям Слейд Уолтер Теммес Т. Уильямс Томас Хоумвуд Уолтер Чефф                                                                                     | Перетягивание каната | Мужчины                                                       |
| Бронза | Уильям Макки | Борьба               | Мужчины, вольная борьба, до 60,3 кг                           |
| Бронза | Альберт Джингелл | Борьба               | Мужчины, вольная борьба, до 66,6 кг                           |
| Бронза | Фредерик Бек | Борьба               | Мужчины, вольная борьба, до 73 кг                             |
| Бронза | Эдвард Барретт | Борьба               | Мужчины, вольная борьба, свыше 73 кг                          |

## Результаты соревнований

### Академическая гребля
Олимпийские соревнования по академической гребле проходили с 28 по 31 июля в гребном центре в Хенли-он-Темс, где ежегодно проводятся соревнования Королевской регаты. В каждом заезде стартовали две лодки. Победитель заезда проходил в следующий раунд, а проигравший завершал борьбу за медали. Экипажи, уступавшие в полуфинале, становились обладателями бронзовых наград.
Мужчины
| Соревнование | Спортсмены                   | Первый раунд         | Четвертьфинал          | Полуфинал                | Финал                         | Место |
| Соревнование | Спортсмены                   | Соперник / Результат | Соперник / Результат   | Соперник / Результат     | Соперник / Результат          | Место |
| ------------ | ---------------------------- | -------------------- | ---------------------- | ------------------------ | ----------------------------- | ----- |
| одиночки     | Гарри Блэкстафф              | не участвовал        | CANУ. Боулер В 10:03,0 | GERБ. фон Газа В 10:14,0 | GBRА. Маккаллох В 9:26,0      | 1     |
| одиночки     | Александр Маккаллох          | не участвовал        | BELЖ. Эрманс В 10:08,0 | HUNК. Левицки В 10:22,0  | GBRГ. Блэкстафф П неизвестно  | 2     |
| двойки       | Гордон Томсон Джон Феннинг   | не проводится        | не проводится          | Канада · В 9:46,0        | Великобритания · В 9:41,0     | 1     |
| двойки       | Филипп Вердон Джордж Фэрберн | не проводится        | не проводится          | Германия · В 11:05,0     | Великобритания · П неизвестно | 2     |